# 霍克斯高地
霍克斯高地（英語：Hawkes Heights），是南極洲的高地，位於維多利亞地的博克格雷溫克海岸，處於庫爾曼島南部，海拔高度2,000米，由新西蘭探險隊命名，現時由南極條約體系管理。